# Río Guapachí
Le río Guapachí est un cours d'eau de l'Amazonie vénézuélienne. Situé dans l'État d'Amazonas, il est un sous affluent de l'Orénoque et se jette en rive droite du río Ventuari dont il est l'un des principaux affluents à proximité de la localité de Picúa. Il prend sa source dans le massif de Cuao-Sipapo.